# Robert Alexander
Pour les articles homonymes, voir Alexander.
Robert Scott Alexander, baron Alexander de Weedon, (5 septembre 1936 - 6 novembre 2005) est un avocat, banquier et politicien conservateur britannique.

## Éducation
Il fait ses études au Brighton College (dont il est plus tard président) et au King's College de Cambridge.

## Carrière
Il est admis au Barreau du Middle Temple en 1961. Un des premiers dossiers notables est sa défense réussie du Dr Caroline Deys devant le General Medical Council en 1972. Alexander est l'un des principaux avocats de sa génération et est président du Conseil du Barreau de 1985 à 1986. En tant qu'avocat, il acquiert une grande renommée publique en représentant Lord Archer dans son affaire de diffamation contre le Daily Star en 1987.
Il prend sa retraite du Barreau en 1989 et est président de la National Westminster Bank de 1989 à 1999. Il est également administrateur d'autres sociétés, membre du Panel du gouvernement sur le développement durable et président de la Royal Shakespeare Company de 2000 jusqu'à ce que des problèmes de santé l'obligent à prendre sa retraite en 2004. Il est président du Marylebone Cricket Club et chancelier de l'Université d'Exeter de 1998 à 2005. Il est également président de JUSTICE, le groupe des droits de la personne et de la réforme du droit, de 1990 à 2005, et participe au rapport de la Commission Wakeham sur la réforme de la Chambre des lords. Il est trésorier du Middle Temple en 2001.
Il est créé pair à vie en tant que baron Alexander de Weedon, de Newcastle-under-Lyme dans le comté de Staffordshire, le 11 juillet 1988 et siège sur les bancs du Parti conservateur.

## Famille
Il s'est marié trois fois et est décédé des suites d'un accident vasculaire cérébral en 2005, à l'âge de 69 ans.